# Messor lobognathus
Messor lobognathus es una especie de hormiga del género Messor, subfamilia Myrmicinae.